# Hald Ege Kirke
Hald Ege Kirke er en annekskirke til Dollerup Kirke, beliggende i Hald Ege i Viborg Kommune. Den blev bygget i 1964-67 og er tegnet af arkitektægteparret Inger og Johannes Exner. Karakteristisk for kirken er de meget rustikke og enkle materialer, som den er bygget af. Kirken blev i hovedsagen bygget af frivillig og gratis arbejdskraft fra beboerne i Hald Ege.

## Historie
I 1960 blev der vedtaget udstykningsplaner for Hald Teglgård med blandt andet kirke og kirkegård. Byggekvoter og statslige restriktioner mod kirkebyggeri medførte dog besværligheder, hvorfor menighedsrådet i 1963 ændrede projektet til at omfatte en hjælpekirkegård og et kapel med et forslag fra ægteparret Exner med henblik på selvbyggeri. Skitseprojektet blev godkendt i 1964, hvorefter arbejdet blev udført i tre etaper.
Første etape omfattede kirkegården, parkeringspladsen og klokketårnet. I 1965 begyndte byggeriet af kapellet, og året efter stod det færdigt. Kapellet blev indviet ved en festgudstjeneste 1. oktober 1967. De to første etaper blev opført med både professionel og frivillig arbejdskraft, hvorefter "birumsbygningen" blev opført professionelt i 1968. Den samlede byggesum inklusive inventar blev knap 500.000 kr.
Fra 1967 blev der holdt normale gudstjenester. En lovændring bevirkede at kapellet kunne ændres til kirke, og det blev indviet som kirke 16. maj 1971 af biskop Johannes W. Jacobsen.

## Kirkebygningen, inventar og omgivelser
Anlægget ligger mellem et skovbryn og en bronzealderhøj, der er udsmykket med et trækors på toppen. Gravhøjen er fredet, men fredningen omfatter ikke trækorset.
Kirken er enkel i stil og materialevalg. Bygningskomplekset består af to ladeformede huse, som i det ydre er meget ens. Det ene hus rummer selve kirkerummet, medens der i det andet er møderum mv. Desuden er der et fritstående tårn. Hele komplekset og kirkens parkeringsplads er omgivet af hvidt murværk og plæneanlæg. Bygningerne er opført i hvidmalet gasbeton med tag af lysegråt bølgeeternit.
Bænke, gulvplanker, prædikestol, alter og døbefont er lavet i grågrønt trykimprægneret fyrretræ, mens tagstolen har sortimpregnerede træspær. Kirkens hoveddør er rødmalet, mens kirkens hynder er betrukket med rødt militærklæde. Vestgavlen, hvorigennem hovedparten af dagslyset kommer, er udformet som et stort vindue. Alteret, der står i øst, har af alterudsmykning et alterkors og to lysestager af jern og sølv samt dåbsfad og -kande. Stagerne, fadet og kanden er udført af Helga og Bent Exner. Orgelet, der har 5 stemmer, er en gave fra orgelbyggeren Frede Aagaard.
Kirkegårdsanlægget blev udarbejdet i samarbejde med Sven-Ingvar Andersson. Gravanlægget ligger i en kvartcirkel omkring bronzealderhøjen. Alle gravsten vender forsiden mod højen. Hækkene er 50 centimeter høje og 40 centimeter brede.
Et nyt orgel kom til i 1980, og i 2014 blev der mod vest opført en sognegård, som blev indviet 19. oktober 2014.